# تنشو: دارك سيكريت
دارك سيكريت (بالإنجليزية: Tenchu: Dark Secret)‏ ، هي لعبة فيديو من نوع أكشن مغامرات وتسلل، صدرت عام 2006م.

## وصلة خارجية
- تنشو: دارك سيكريت على موبي غيمز